# Mănăstirea Breaza
Mănăstirea Breaza este o mănăstire ortodoxă din România situată în comuna Suciu de Sus, județul Maramureș, la 20 de km Est de Târgu Lăpuș, 58 km de Dej, 68 km Sud-Est de Baia Mare.

## Istoric
Mânastirea "Sfânta Treime"-Breaza își are ființa în promisiunea făcută Domnului de protopopul dr. Florea Mureșanu în anul 1952, când se afla în detenție și realizată ca jertfă de mulțumire pentru eliberarea din prima arestare. Lucrările au început în 1954 și s-au încheiat în 1957 cu ajutorul credincioșilor suceni, ca un mic schit format dintr-o bisericuță de lemn și două chilii. La o săptămână după serbarea hramului din anul 1958 în noaptea de 11/12 iunie, securitatea din zonă l-a arestat pe părintele Florea, fiind dus la închisoarea din Aiud unde se va stinge din viață la 4 ianuarie 1961. După arestarea părintelui Mureșanu mânăstirea a fost incendiată de autoritățile comuniste. Mânăstirea a fost rectitorită de protosinghelul Gavriil Burzo, fiu al satului, pe locul fostului schit, păstrând același hram "Sfânta Treime" în anul 1991, cu ajutorul unui grup de călugărițe și a sătenilor. În prezent sunt finalizate lucrările la clădirea mănăstirii și a chiliilor, poarta mănăstirii și a dependințelor. În fiecare an, a doua zi de Rusalii, cu ocazia hramului, un mare număr de credincioși vin în pelerinaj.